# كونستهالي هامبورغ
كونستهالي هامبورغ (بالألمانية: Hamburger Kunsthalle) متحف فني يقع في مدينة هامبورغ بألمانيا. يعتبر واحدا من أكبر المتاحف في البلاد.
يشير اسم "Kunsthalle" إلى تاريخ المتحف باعتباره «قاعة فنية» عند تأسيسه في عام 1850. واليوم، يضم إحدى المجموعات الفنية القليلة في ألمانيا التي تُغطي سبعة قرون من الفن الأوروبي، من العصور الوسطى إلى يومنا هذا.
تُعرض فية لوحات مميزة مثل لوحة لشمال ألمانيا تعود إلى القرن الرابع عشر، إلى جانب لوحات هولندية وإيطالية ورسومات فرنسية وألمانية، بالإضافة إلى بعض اللوحات للفن الدولي الحديث والمعاصر.
يتكون معرض الفنون من ثلاثة ميان متّصلة، يعود تاريخها إلى أعوام 1869 و1921 و1997.

## صور

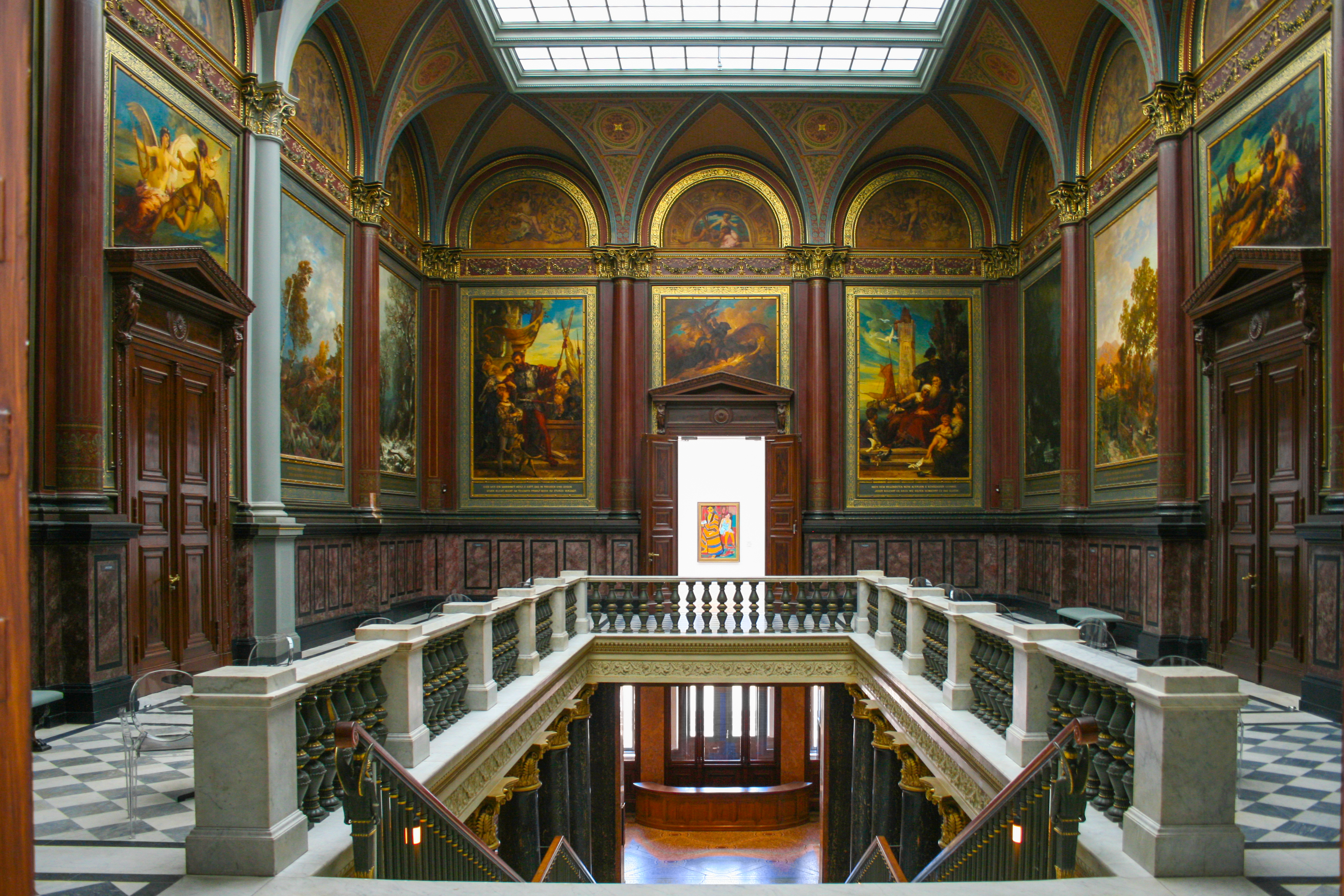
الدرج القديم
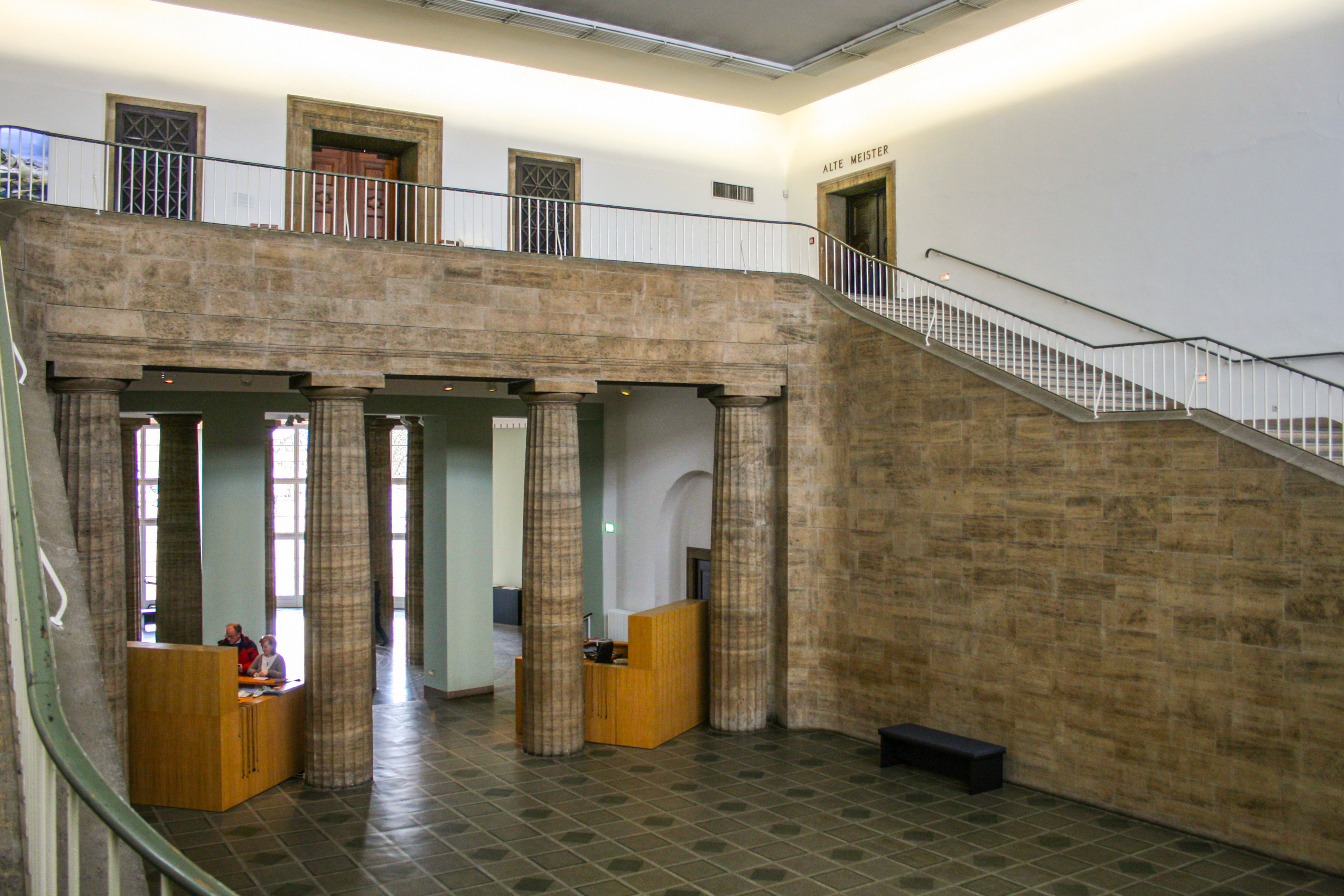
الدرج عند المدخل
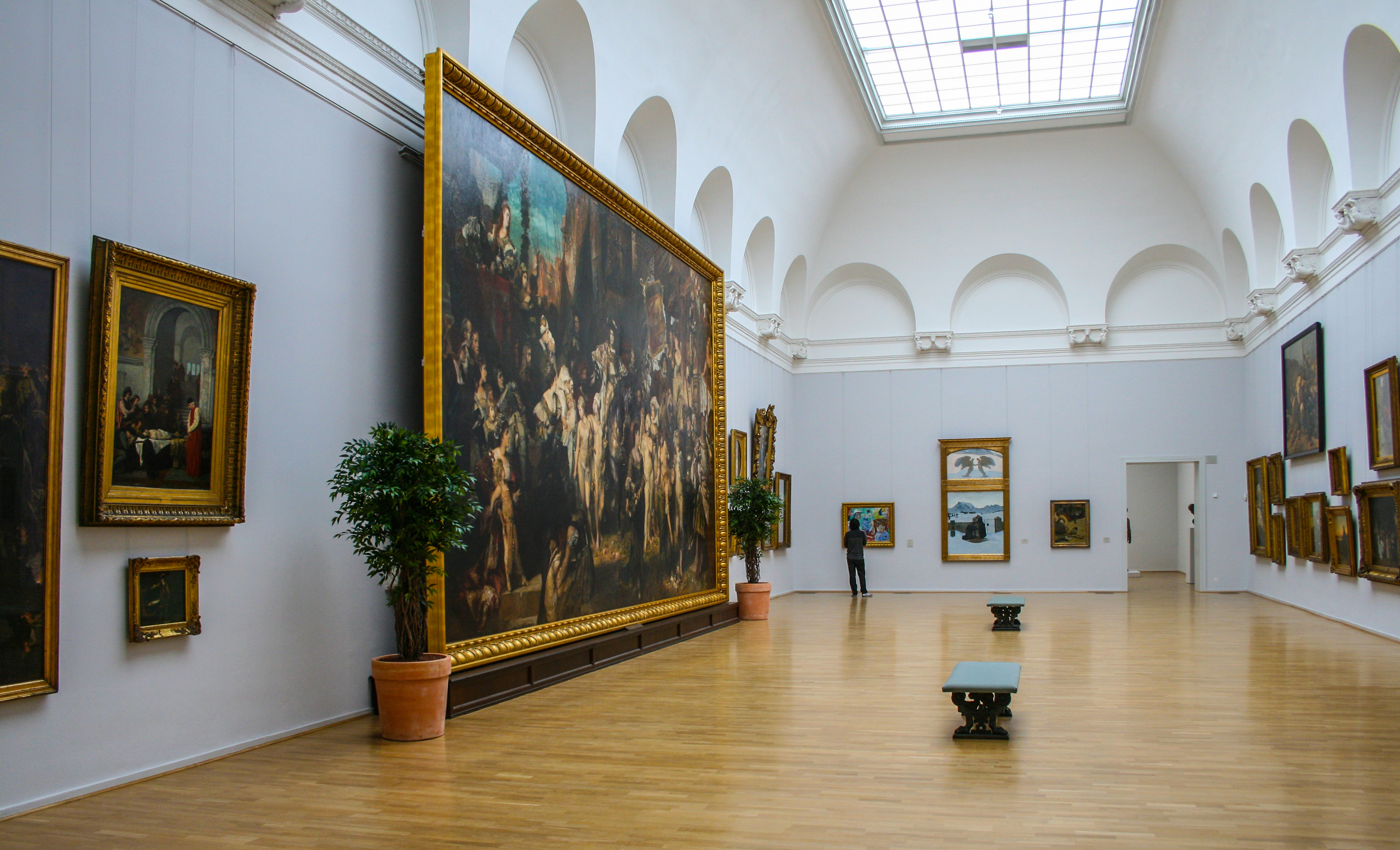
قاعة المعرض
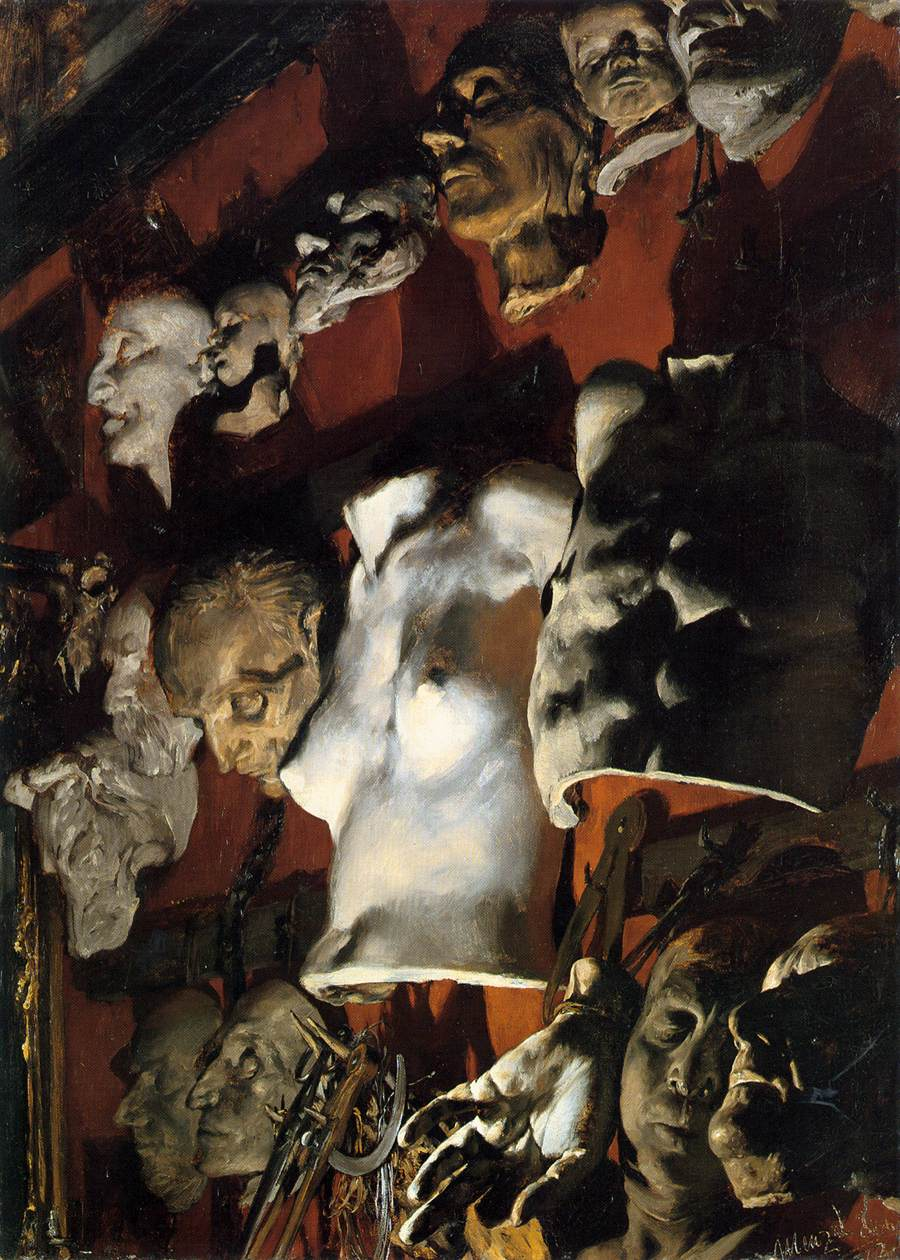
جدار الاستوديو بريشة أدولف مينزل من عام 1872. في صالة متحف كونستهالي هامبورغ.